# Centro-Sul (Timóteo)
Centro-Sul é um bairro do município brasileiro de Timóteo, no interior do estado de Minas Gerais. Localiza-se no distrito-sede, estando situado na Regional Sul. Segundo o censo demográfico de 2022, realizado pelo Instituto Brasileiro de Geografia e Estatística (IBGE), sua população era de 1 258 habitantes e havia 491 domicílios particulares permanentes ocupados.
De acordo com o IBGE, em 2010 a população era de 2 083 habitantes e havia 679 domicílios particulares.
Trata-se de onde teve origem o núcleo urbano do município de Timóteo, o antigo São Sebastião do Alegre, no início do século XX. Apesar disso, a área mais desenvolvida do município se encontra em outra região do perímetro urbano, o Centro-Norte, também conhecido como "Centro de Acesita" por conta de sua proximidade com a usina da Aperam South America (antiga Acesita).

## História

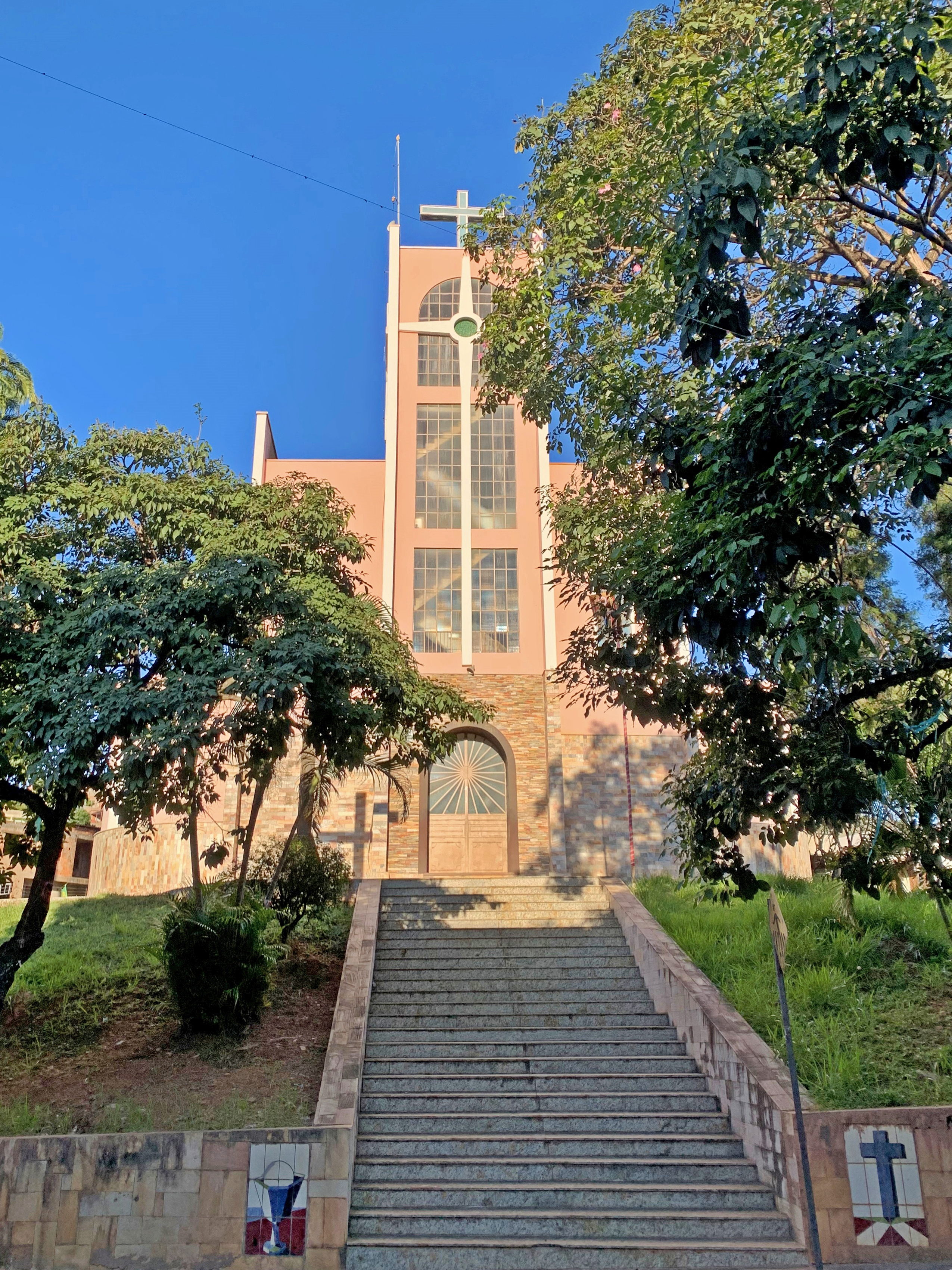
Fachada da Igreja Matriz de São Sebastião, da Paróquia São Sebastião, no Centro-Sul.

A área do Centro-Sul de Timóteo pertencia originalmente à Fazenda do Alegre, administrada pelo fazendeiro Francisco de Paula e Silva, que havia se instalado na região do atual bairro Alegre em 1833. No decorrer das décadas seguintes suas terras foram repassadas a diferentes proprietários, dentre os quais os irmãos Sebastião e João Malaquias Ferreira, que doaram um terreno dedicado a São Sebastião no local onde está situada a atual Praça 29 de Abril. Essa área veio a ser utilizada para a construção de uma pequena igreja de madeira. Nesse ponto, havia se estabelecido um povoamento que passou a ser conhecido como São Sebastião do Alegre, que veio a ser a sede da embrionária cidade de Timóteo.
A ocupação da área ocorreu de forma predominantemente espontânea sobre o relevo acidentado, que também determinou o traçado das vias e a pouca regularidade da malha urbana. A maioria das ruas que se formaram eram estreitas e com calçadas apertadas. O adensamento considerável se tornou uma característica com o passar do tempo.
Na década de 1940, terras foram compradas de diversas fazendas e propriedades rurais próximas ao povoamento para a instalação da usina da Acesita, atual Aperam South America. Na década seguinte, a companhia iniciou a construção de uma vila operária destinada a servir de moradia a seus trabalhadores, originando bairros que vieram a compor um núcleo urbano paralelo ao original. O projeto também determinou a construção de um novo centro, atualmente chamado de Centro-Norte ou ainda "Centro de Acesita".
Com o fortalecimento da indústria e do comércio na parte planejada da cidade, a região da vila operária e do Centro-Norte se tornou a área mais desenvolvida do município, embora o Centro-Sul permaneça sendo considerado o centro administrativo. Após a emancipação de Timóteo, ocorrida em 1964, as sedes da prefeitura e da câmara municipal foram construídas no atual bairro São José, próximo ao Centro-Sul. Estratégias de integração entre os dois centros também incluíram a melhoria das vias de acesso e projetos de bairros posicionados entre os dois núcleos, como o Primavera.

## Cultura e patrimônio

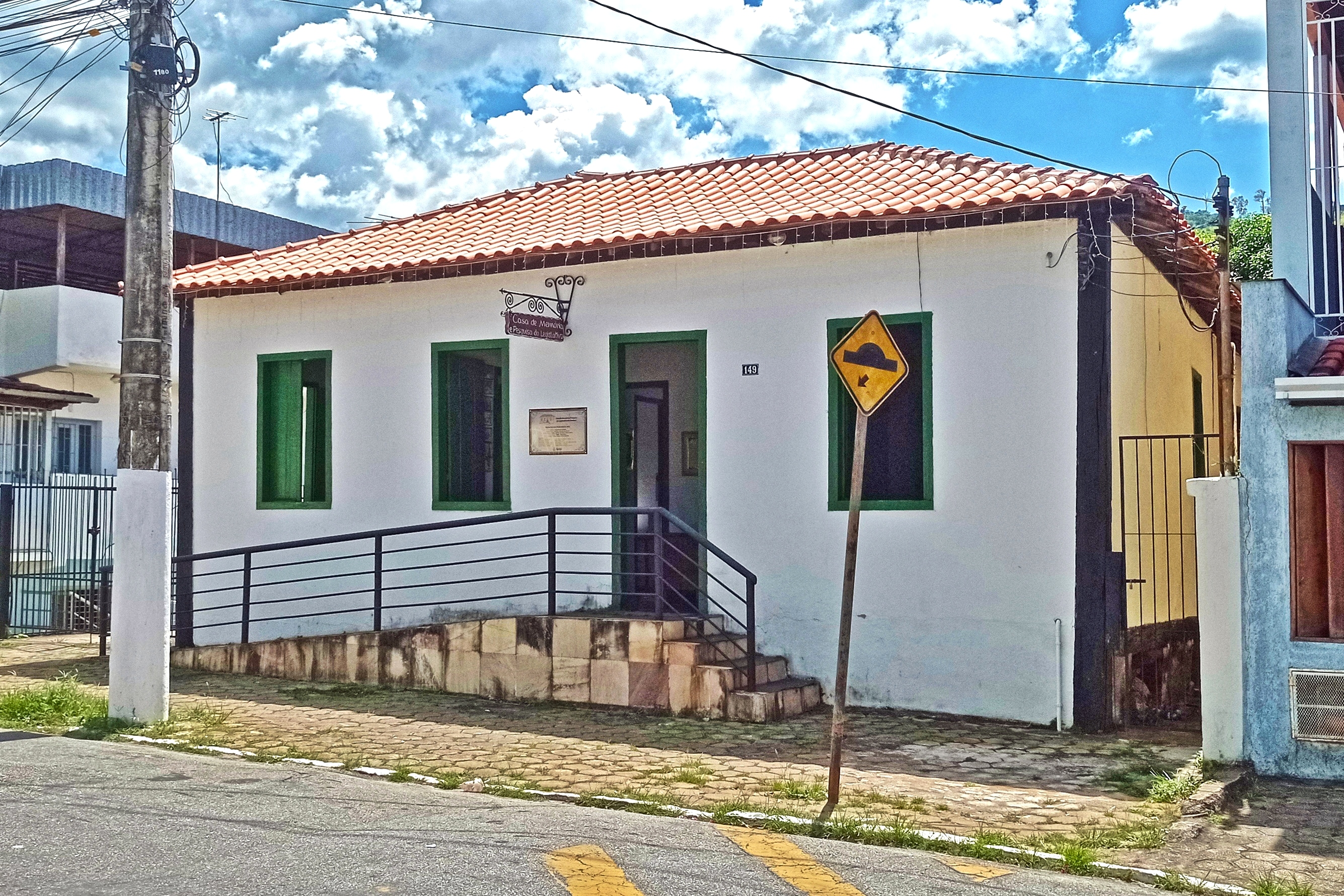
Casarão da Rua Mateus Araújo (Casa da Memória), datado de 1922.

O Centro-Sul possui dentre seus principais pontos de referência a Praça 29 de Abril, que também é palco de eventos; e a Igreja Matriz de São Sebastião, que representa a Paróquia São Sebastião e foi inaugurada em 1963. Neste bairro se encontra o Casarão da Rua Mateus Araújo, que é a edificação mais antiga do município que ainda está preservada, datada de 1922. Construída de pau a pique, foi destinada a servir como museu, a Casa da Memória, em 2004. Outro bem cultural é o chafariz e olho d’Água (a "biquinha"), que é uma antiga fonte de água usada pelos moradores locais no começo do século XX.